# Extended Versions (Cinderella)
Extended Versions è un album dal vivo del gruppo musicale statunitense Cinderella, pubblicato il 25 aprile 2006 dalla BMG.
Nel 2009 l'album è stato ristampato dall'etichetta italiana Frontiers Records sotto il titolo Live at the Mohegan Sun, con quattro tracce bonus e una copertina differente.

## Tracce
1. Night Songs – 3:31
2. The Last Mile – 3:32
3. Somebody Save Me – 3:45
4. Heartbreak Station – 5:17
5. Coming Home – 5:30
6. Shelter Me – 6:50
7. Nobody's Fool – 6:35
8. Gypsy Road – 4:45
9. Don't Know What You Got (Till It's Gone) – 5:53
10. Shake Me – 6:34

### Tracce bonus
1. Fallin' Apart at the Seams
2. Push, Push
3. Still Climbing
4. Drum Solo (solo nell'edizione giapponese)

## Formazione
- Tom Keifer – voce, chitarra ritmica, pianoforte
- Jeff LaBar – chitarra solista
- Eric Brittingham – basso
- Fred Coury – batteria, cori

Altri musicisti
- Gary Corbett – tastiere, cori